# María Sorté
María Harfuch Hidalgo (Camargo, Chihuahua, 11 de mayo de 1951), conocida como María Sorté, es una actriz y cantante mexicana que se dio a conocer a mediados de los años 70 por sus participaciones en cine, teatro y televisión. Ha destacado como actriz de telenovelas.

## Biografía
María Sorté nació el 11 de mayo de 1951 en Camargo, Chihuahua, México, y fue registrada con el nombre de María Harfuch Hidalgo, hija de Celia Hidalgo y José Harfuch Stefano, este último de origen árabe.
Llegó al Distrito Federal (hoy Ciudad de México) para estudiar la carrera de medicina, pero al presentar el examen de admisión a la universidad entró también a la academia de actuación de Andrés Soler, donde se quedó a estudiar y fue impulsada en la carrera de la actuación.[cita requerida]
En 1978 se casó con el político Javier Garcia Paniagua, quien fue presidente del Partido Revolucionario Institucional en 1981. La pareja tuvo dos hijos: Omar y Adrián. Enviudó en 1998, luego de que su esposo murió de un infarto. Tiene seis nietos, tres de cada hijo.[cita requerida]
Después de una etapa de crisis emocional y depresión, María Sorté se convirtió al cristianismo, asistida por la antigua diputada del PAN, Rosi Orozco, quien se volvió su amiga después del fallecimiento de su esposo.

## Trayectoria

### Telenovelas
- Las hijas de la señora García (2024-2025).... Ofelia García[3] [4]
- Vencer la culpa (2023).... Amanda Cardenal[5]
- Diseñando tu amor (2021).... Consuelo[6]
- Soltero con hijas (2019-2020).... Úrsula Pérez[7]
- Corazón que miente (2016).... Carmen Oceguera
- Que te perdone Dios (2015).... Helena Fuentes
- La tempestad (2013) .... Beatriz vda. de Reverte
- Amor bravío (2012) .... Amanda Jiménez
- Mar de amor (2009-2010) ..... Aurora de Ruiz.
- Fuego en la sangre (2008) ..... Eva Rodríguez
- Amar sin límites (2006 - 2007) ..... Clemencia Huerta
- La verdad oculta (2006) ..... Yolanda Rey
- Mujer de madera (2004) ..... Celia Gómez de Santibáñez
- Amor real (2003) ..... Rosaura
- Entre el amor y el odio (2002) ..... María Magdalena
- Sin pecado concebido (2001) ..... Amparo Ibáñez
- Mujer bonita (2001) ..... Sol
- Mi destino eres tú (2000) ..... Amparo Calderón
- DKDA Sueños de juventud (1999-2000) ..... Rita Martínez
- Cuento de Navidad (1999-2000) ..... María Iriarte
- El privilegio de amar (1998-1999) ..... Vivian del Ángel
- El secreto de Alejandra (1997-1998) ..... María Soler/Alejandra Monasterio
- Más allá del puente (1993-1994) ..... Alicia Rafaela Sandoval Gatica
- De frente al sol (1992) ..... Alicia Rafaela Sandoval Gatica
- Mi segunda madre (1989)  ..... Daniela Lorente
- Abandonada (1985) ..... Daniela
- El maleficio (1983-1984) ..... Patricia Lara
- Por amor (1982) ..... Belén
- Colorina (1980) ..... Mirta
- Amor prohibido (1979-1980)
- Paloma (1975) .... Anita
- Mundo de juguete (1974-1977)

### Cine
- Siete años de matrimonio (2013)
- La estampa del escorpión (2011)
- Bienvenido paisano (2006)
- En las manos de Dios (1996)
- Un ángel para los diablillos (1993)
- El hijo del viento (1986)
- El hombre de la mandolina (1985)
- El embustero (1983)
- El barrendero (1981)
- Con el cuerpo prestado (1980)
- El testamento (1979)
- Zona roja (o Red Zone) (1976)
- Los triunfadores (1978)
- El fuego de mi ahijada (1979)
- No tiene culpa el indio (1977)

### Teatro
- Dios mío, hazme viuda por favor
- Mujeres de ceniza
- La ronda de las arpías
- La suerte de la consorte
- Nosotras que nos queremos tanto
- Amadeus
- La muchacha sin retorno
- Aviéntate amor mío
- Cada quien su vida
- Antonia

### Discografía
- Siempre tuya (1998)
- Me muero por estar contigo (1995) (Mercury/Universal)
- De telenovela (1995) (Fonovisa)
- Grandes éxitos de telenovela (1994) (Fonovisa Melody)
- Vuelve otra vez (1993) (Fonovisa Melody)
- Más que loca (1991) (Fonovisa)
- Te voy a hacer feliz (1990) (Fonovisa)
- Pensando en ti (1988) (CBS Columbia)
- Conquístame (1987) (CBS Columbia)
- Yo quiero ser siempre tuya (1986) (EMI)
- Espérame una noche (1984) (EMI)

### Series
- El albergue (2012) .... Esperancita
- Mujeres asesinas (2009) .... María, pescadera (María González)
- Tiempo final 3 (2009)
- La Hora Pico (2005) .... Invitada
- El Show de Eduardo II (1978) .... Personajes varios

## Premios y nominaciones

### Premios TVyNovelas
| Año  | Categoría                | Telenovela           | Resultado |
| ---- | ------------------------ | -------------------- | --------- |
| 2017 | Mejor actriz de reparto  | Corazón que miente   | Nominada  |
| 2011 | Mejor primera actriz     | Mar de amor          | Nominada  |
| 2007 | Mejor primera actriz     | Amar sin límites     | Nominada  |
| 2002 | Mejor actriz coestelar   | Sin pecado concebido | Nominada  |
| 1993 | Mejor actriz protagónica | De frente al sol     | Ganadora  |
| 1990 | Mejor actriz protagónica | Mi segunda madre     | Ganadora  |

### Premios INTE
| Año  | Categoría         | Trabajo nominado        | Resultado |
| ---- | ----------------- | ----------------------- | --------- |
| 2003 | Actriz de reparto | Entre el amor y el odio | Nominada  |

### Premios El Heraldo de México
| Año  | Categoría                  | Telenovela       | Resultado |
| ---- | -------------------------- | ---------------- | --------- |
| 1993 | Mejor actriz en televisión | De frente al sol | Ganadora  |

### Premios ACE
| Año  | Categoría    | Telenovela       | Resultado |
| ---- | ------------ | ---------------- | --------- |
| 1993 | Mejor actriz | De frente al sol | Ganadora  |